# A35 (Frankrijk)
De Autoroute A35 (kortweg A35), ook wel L'Alsacienne ("de Elzasser snelweg") of autoroute des cigognes ("snelweg van de ooievaars") genoemd, is een autosnelweg in het oosten van Frankrijk. De A35 loopt (met onderbrekingen) van de Frans-Duitse grens bij Lauterbourg via Straatsburg en Mulhouse naar de Zwitserse grens bij Bazel. Hierbij loopt de A35 over de gehele lengte parallel aan de Rijn.
Bij de Duitse grens sluit de A35 aan op de B9, bij Mulhouse op de A36 en bij de Zwitserse grens op de A3.

## Geschiedenis
De A35 werd stukje bij beetje aangelegd. Het oudste deel van de A35, tussen Straatsburg - Porte de Schirmeck (no 4) en Blaesheim (no 9, N422), dateert van 1965. De verbinding met de A4 ten noorden van Straatsburg (op- en afrit no 1) kwam er in 1971. De A35 moest de N83 vervangen. Voor de ombouw naar autosnelweg was de N83 wel al op veel plaatsen verbreed en soms was deze weg ook al ongelijkvloers gemaakt. Voor een sommige delen werd de A35 gebouwd op het reeds bestaande tracé van de N83, dat op die plaatsen verbreed werd. Op andere plaatsen kreeg de A35 een nieuw tracé naast de bestaande N83. Waar de A35 de N83 vervangen heeft, werd deze vaak gedegradeerd tot departementale weg (bijvoorbeeld de D1083).

## Ontbrekende delen
Op sommige plaatsen ontbreken er stukken autosnelweg, het grootste ontbrekende gedeelte ligt tussen Sélestat en Houssen.  Het stuk tussen Sélestat en Houssen werd nog niet naar autosnelweg-norm (e.g. te smalle pechstrook) gebracht, waardoor dit stuk de naam D83 draagt (vroeger N83).
Ook de aansluiting op de A352 ging lange tijd via een klein stuk onderliggend wegennet. Het knooppunt Duttlenheim/Duppigheim werd pas gebouwd in de zomer van 2010 en werd reeds gebouwd met de aansluiting van de A355 in gedachte.

## Tolvrij
De A35 is een van de weinige Franse autosnelwegen die geheel tolvrij is.

## GCO
Op 17 december 2021 is de A355 als westelijke omleiding van Straatsburg (GCO) in gebruik genomen. Sindsdien is het tracé door Straatsburg geleidelijk afgewaardeerd tot stadsboulevard met lagere maximumsnelheden, hoewel de status van autosnelweg er nog wel intact gebleven is.